# Robbie McGuigan
Robbie McGuigan (* 7. Juli 2004) ist ein nordirischer Snookerspieler, der 2021 als jüngster Spieler der Geschichte die nordirische Snooker-Meisterschaft gewann. 2022 und 2023 verteidigte er seinen Titel; 2024 qualifizierte er sich mit seinem Sieg bei der Europameisterschaft für die World Snooker Tour.

## Leben
McGuigan ist Stiefsohn des nordirischen Profi-Snookerspielers Mark Allen. Er besuchte eine Grammar School in seiner Heimatstadt Antrim.

## Karriere

### 2013 bis 2019: Frühe Jugend
Mindestens seit 2013 nahm McGuigan mehrfach an nordirischen Juniorenturnieren teil. 2013 erreichte er mit 9 Jahren sogar das Halbfinale der U14-Meisterschaft. Später gewann er einige Juniorenevents höherer Altersklassen, darunter die nordirische U21-Meisterschaft. 2018 gelang ihm mit erst 13 Jahre in einer Trainingspartie sein erstes Maximum Break. Spielort der Partie war ein Snookerclub in Antrim, in dem bereits Mark Allen sein erstes 147er-Break erzielt hatte. Im selben Jahr nahm er erstmals an der U18-Europameisterschaft teil und erzielte mit einer Hauptrundenteilnahme einen Achtungserfolg. Zwischenzeitlich begann er an der nordirischen Haupt-Meisterschaft teilzunehmen, zunächst aber nur mit mittelmäßigem Erfolg.

### 2019 bis 2024: Erfolge als Amateur
2019 versuchte er sich über die Q School für die Profitour zu qualifizieren. Obwohl er bei allen drei Events das Auftaktspiel verlor, durfte er anschließend an der Challenge Tour 2019/20 teilnehmen, wo er respektable Ergebnisse erzielte und unter anderem das Finale eines Events erreichte. Mit Platz 14 auf der Endrangliste verpasste er nur knapp die Play-offs um einen Profistartplatz. Durch seine Erfolge auf der Challenge Tour konnte McGuigan erste Erfahrungen bei Profiturnieren sammeln, nachdem er zu den Northern Ireland Open 2019 und zum Snooker Shoot-Out 2020 eingeladen wurde. Am Ende der Saison zog er ins Finale der nordirischen Meisterschaft ein, unterlag aber mit 9:10 knapp Titelverteidiger Declan Lavery. Im selben Jahr wurde er nordirischer Vize-Meister der U21. Wenig später nahm er erneut an der Q School teil und erzielte in der Saison 2020 zwar bessere Ergebnisse, die erhoffte Qualifikation gelang ihm aber nicht. Erneut wurde er aber in der folgenden Saison zu einigen Profiturnieren eingeladen. Im Rahmen der WST Pro Series 2021 gelang ihm gegen David Grace sein erster Sieg bei einem Profiturnier.
Ein Jahr später stand McGuigan erneut im Teilnehmerfeld der Q School. In diesem Jahr schaffte er beim zweiten Event sogar eine Halbfinalteilnahme in seiner Gruppe, musste sich aber dem späteren Qualifikanten Michael Judge geschlagen geben. Nur wenig später gewann McGuigan allerdings die nordirische Meisterschaft. Mit 17 Jahren und 11 Tagen war McGuigan der jüngste Meister, der zu diesem Zeitpunkt fast hundertjährigen Geschichte der Meisterschaft. Ironischerweise unterbot er damit den bis dahin gültigen Altersrekord seines Stiefvaters Mark Allen um wenige Wochen. Infolgedessen wurde er wieder zu einigen Profiturnieren eingeladen, schied aber weiterhin meist früh aus. Auch bei den internationalen Amateurmeisterschaften glückte ihm kein großer Wurf. Deutlich erfolgreicher war er lediglich auf der WPBSA Q Tour 2021/22, bei der er das vierte Event gewann. Zwar verpasste er über die Gesamtwertung der Amateurtour knapp die direkte Qualifikation für die Profitour, qualifizierte sich aber für die Play-offs. Dort schied er allerdings schon im Viertelfinale aus. Immerhin konnte er in Nordirland nicht nur die U21-Meisterschaft gewinnen, sondern auch seinen Meistertitel bei den Erwachsenen verteidigen.
Auch im Sommer 2022 nahm McGuigan an der Q School teil. Seine Ergebnisse waren keinesfalls schlecht, aber eine Qualifikation für die Profitour verpasste er recht klar. In der folgenden Saison gelang ihm nur eine Achtelfinalteilnahme bei der Q Tour und auch die Qualifikation zu diversen Profiturnieren endete in frühen Runden. Bei der nordirische U21-Meisterschaft scheiterte er erst im Finale an Joel Conolly, während er seinen Titel bei der regulären nordirischen Meisterschaft zum zweiten Mal in Folge verteidigen konnte. In der folgenden Saison schied er in der Q School früh aus und auch auf der Q Tour überstand er nur zweimal die erste Runde. Auf Einladung nahm er an den Northern Ireland Open und der UK Championship teil und erreichte jeweils die zweite Qualifikationsrunde. Bei der U21-Europameisterschaft schied er im Halbfinale aus und gewann anschließend die Europameisterschaft, womit er sich für die Profitour qualifizierte. Zuvor hatte er bereits die All-Ireland Amateur Championship gewonnen. Bei der Northern Ireland Amateur Championship konnte er seinen Titel jedoch nicht verteidigen und schied im Viertelfinale aus.

### Seit 2024: Profikarriere
Seit der Saison 2024/25 spielt McGuigan auf der Main Tour.[veraltet]

## Spielweise
McGuigans Stiefvater Mark Allen bezeichnete McGuigans Lochspiel als so gut, dass es „beängstigend“ sei. Der Geschäftsführer des Antrimer Snookerclubs sagte, anlässlich McGuigans erstem Maximum Break, er sei besser als sein Stiefvater im selben Alter.

## Erfolge (Auswahl)
| Ausgang         | Jahr | Turnier                           | Finalgegner        | Ergebnis |
| --------------- | ---- | --------------------------------- | ------------------ | -------- |
| Amateurturniere |      |                                   |                    |          |
| Zweiter         | 2019 | Challenge Tour 2019/20 – Event 3  | Andrew Pagett      | 0:3      |
| Zweiter         | 2020 | Nordirische Snooker-Meisterschaft | Declan Lavery      | 9:10     |
| Zweiter         | 2020 | Nordirische U21-Meisterschaft     | Fergal Quinn       | 4:5      |
| Sieger          | 2021 | Nordirische Snooker-Meisterschaft | Rab McCullagh      | 10:4     |
| Sieger          | 2022 | Nordirische U21-Meisterschaft     | Jamie Gardiner     | 5:2      |
| Sieger          | 2022 | Nordirische Snooker-Meisterschaft | Rab McCullagh      | 10:6     |
| Sieger          | 2022 | WPBSA Q Tour 2021/22 – Event 4    | Michael Collumb    | 5:3      |
| Zweiter         | 2023 | Nordirische U21-Meisterschaft     | Joel Connolly      | 2:5      |
| Sieger          | 2023 | Nordirische Snooker-Meisterschaft | Raymond Fry        | 10:8     |
| Sieger          | 2024 | All-Ireland Amateur Championship  | Brendan O’Donoghue | 5:3      |
| Sieger          | 2024 | EBSA-Snookereuropameisterschaft   | Craig Steadman     | 5:4      |